# Boomtown (Fernsehserie)
Boomtown ist eine US-amerikanische Fernsehserie von Autor Graham Yost, die am 29. September 2002 beim US-Sender NBC auf Sendung ging. Boomtown spielt in der amerikanischen Großstadt Los Angeles im US-Bundesstaat Kalifornien, wobei in den USA einer der Spitznamen für Los Angeles auch Boomtown lautet. 
Jede Episode dreht sich um ein Verbrechen, welches aus mehreren Blickwinkeln, wie dem der Bezirksstaatsanwaltschaft, der Detectives, der Polizei, der Presse, der Zeugen, der Opfer, der Täter und der Komplizen, veranschaulicht wird.

## Erste Staffel
Die erste Staffel beinhaltet 18 Episoden. Nach nur 12 ausgestrahlten Episoden legte der Sender eine zweimonatige Pause ein und verschob die Sendezeit von Sonntag auf Freitag, bevor die Übertragung der restlichen sechs Folgen im März 2003 fortgesetzt wurde.

## Zweite Staffel
Um den Sender für eine zweite Staffel zu begeistern, entschieden sich die Produzenten den serientypischen Stil zu verändern und die Besetzung wurde überarbeitet. Doch das war der Gnadenstoß für Boomtown, die schon in der ersten Staffel für ein Quotentief beim Sender sorgte und so legte NBC nach nur zwei Folgen die Serie vorerst auf Eis und setzte die Ausstrahlung von Law & Order fort. Trotz des kreativen Erzählstils, guten Kritiken und einigen Awards sprach die Serie zu wenig Publikum an und wurde daher endgültig abgesetzt. Am 27. Dezember 2003 zeigte NBC drei der vier noch ausstehenden Folgen, bevor am 28. Dezember 2003 die letzte Episode von Boomtown ausgestrahlt wurde.
Am 17. Dezember 2007 ging die Serie erstmals im deutschsprachigen Raum auf dem Sender 13th Street auf Sendung.

## Auszeichnungen
- 2003: 4 Nominierungen

Jeweils eine für den Emmy, für den Artios, für den Image Award und für den TCA Award.
- 2003: 3 Awards

Jeweils einen für den Imagen Award, für den Peabody Award, und für den TCA Award.
- 2004: 1 Nominierung für den Golden Satellite Award.

- 2004: 1 Award für den Golden Satellite Award